# Fritz Sauter (Sammler)
Fritz Sauter (* 24. November 1915 in Aalen; † 8. August 1984 ebenda) war ein deutscher Sammler von Fossilien, Geologe und Paläontologe, der in Aalen (Kreisstadt des Ostalbkreises) tätig war. Die besten Stücke seiner umfangreichen Sammlung paläontologischer Funde aus dem Erdmittelalter sind ausgestellt im Urweltmuseum Aalen, dem größten städtischen Museum für Geologie und Paläontologie in Baden-Württemberg.

## Leben und Werk

### Frühe Jahre
Fritz Sauter wuchs in einer kinderreichen Arbeiterfamilie mit drei Brüdern und drei Schwestern auf. Der Vater arbeitete zunächst als Gipser und später in einer Ziegelei. Fritz besuchte wie seine Geschwister die Volksschule, absolvierte danach eine Mechanikerlehre und arbeitete bei seiner Lehrfirma. Schon als achtjähriger Schüler begann Fritz mit dem Sammeln von Gesteinen, Mineralien und Versteinerungen. Angeregt wurde er dazu 1923, als der Aalener Student und spätere Geologe Dr. Heinrich Pahl seine Doktorarbeit über die Goldshöfer Sande schrieb. Der Schulbub Fritz unterstützte den Doktoranden bei seinen Feldstudien. Zur Belohnung erhielt der eifrige Helfer das Buch „Der Petrefaktensammler“ von Eberhard Fraas, ein Schlüssel zu seiner eigenen Sammlertätigkeit und der Grundstock für seine spätere umfangreiche Fachbibliothek. 1935 ging Fritz Sauter als Freiwilliger zur Reichswehr und wurde Schirrmeister und Fahrlehrer. Nach dem Zweiten Weltkrieg und Kriegsgefangenschaft bei den US-Amerikanern konnte er schließlich 1948 in seinen erlernten Beruf als Facharbeiter zurückkehren. Er arbeitete als Spezialist für Nachttresore bei einem großen Unternehmen. 1951 heiratete er Helga Holzbaur. Aus der Verbindung ging die Tochter Elke hervor.

### Das Entstehen der Sammlung
Fritz Sauters Sammelleidenschaft hatte zunächst zu einer kleinen Zufallssammlung geführt, von denen die wenigsten Stücke den Krieg überstanden. Das gezielte Sammeln von Fossilien begann erst nach 1950. Auch die Ehefrau beteiligte sich und tolerierte, dass in der kleinen Wohnung immer mehr Sammlerschränke aufgestellt wurden. Fritz Sauter begnügte sich jedoch nicht mit dem Sammeln allein, sondern erlernte autodidaktisch das sorgfältige Herauspräparieren der Objekte und auch die korrekte Bestimmung des Fundes nach Gattung, Familie und Art. Zudem arbeitete er sich in die besondere Geologie des Aalener Raumes ein und suchte in jeder freien Minute in Baugruben, Steinbrüchen und natürlichen Aufschlüssen nach Fossilien.
Aalen, am nordöstlichen Rand der Schwäbischen Alb gelegen, gilt seit langem als „Mekka der Geologen“. Auf dem Stadtgebiet und dem Umland stehen die Gesteine fast aller Jurastufen an. Außerdem befanden sich am Hausberg der Stadt, dem Braunenberg, die größten deutschen Eisenerzgruben, die den Braunen Jura (Mitteljura) besonders gut erschlossen (Eisenerzabbau bis 1939). Die unteren beiden Braunjurastufen wurden im 19. Jahrhundert nach der Stadt Aalen „Aalenium“ benannt. Der Großteil des Stadtgebietes liegt auf der Opalinuston-Formation des Unteraaleniums. Auf den Hügeln im Westen Aalens tritt die Eisensandstein-Formation des Oberaaleniums zutage und auf den restlichen Hügeln lagern vor allem Sande und Kiese. Reich an Fossilien sind Formationen, wie beispielsweise der Posidonienschiefer in den nördlichen zu Aalen gehörenden Ortschaften. Die hier zu findenden fossilen Objekte sind vergleichbar mit denen in Holzmaden (Urweltmuseum Hauff).

### Anerkennung durch die Wissenschaft
Mit den Jahren war in Fritz Sauters Wohnung eine Sammlung entstanden, deren Stücke die Trias- und Jurazeit von Ostwürttemberg fast lückenlos dokumentierten. Bald sprachen sich Fundstücke und Kenntnisse des Laien Fritz Sauter auch in der Fachwelt herum und die Wissenschaftler bestaunten und begutachteten die seltenen Sammlerstücke und schickten auch Studenten im Rahmen ihrer Praktika zu ihm.
1961 legte der Forstamtsvorstand in Aalen einen geologischen Pfad an, den ersten seiner Art in Europa. Er führt vom Burgstall der Stadt hinauf zum Aussichtspunkt Aalbäumle. Der Weg berührt alle geologischen Schichten vom Braunjura alpha (heute Aalenium) bis zum Oberen Weißen Jura. Fritz Sauter wurde beauftragt, Schautafeln mit den passenden Fossilien, vor allem Leitfossilien, beizusteuern. Er goss die Tafeln mit den darin eingebetteten Fossilien aus Eisenbeton und mauerte dazu Stationen aus anstehendem Gestein oder fügte sie in die vorhandenen Gesteinsschichten ein. Dabei wurde er unterstützt von der Geologengruppe des Touristenvereins „Die Naturfreunde“, deren Mitbegründer und Leiter er war. Zu diesem Lehrpfad entstand ein von Fritz Sauter und der Geologengruppe herausgegebener Führer. Die Besucher strömten und Fritz Sauter opferte manches Wochenende um Führungen zu tätigen. So erweiterte er seinen Wissenshorizont durch den Austausch mit anderen Sammlern und Fachleuten.

### Der Weg zum Museum
Inzwischen war die Familie in eine größere Wohnung gezogen, aber auch dort füllten sich die Regale schnell mit Sammelgut. Kleinere Ausstellungen bei Tagungen oder Wechselausstellungen in Schaufenstern sorgten für Aufmerksamkeit und ließen bald in Fritz Sauter und seinem Geologenteam den Traum vom eigenen Museum reifen.
1971 erzwang ein Herzinfarkt die Aufgabe seiner Berufstätigkeit. So konnte Fritz Sauter sich ganz seiner Sammel- und Präpariertätigkeit widmen. Die Museumsidee nahm Formen an. Dabei wurde er besonders unterstützt von dem Gemmologen und Juwelier Rüdiger Mallwitz und dem Physiker und Paläontologen Rudolf Schlegelmilch. Nach der 45. Jahrestagung der paläontologischen Gesellschaft 1974 in Aalen, wo auch Fritz Sauters Schätze zu sehen waren, mündete die Museumsidee in einen Antrag an die Stadt Aalen. Er fiel auf fruchtbaren Boden bei Oberbürgermeister und Stadtrat und es gab zum Jahresende grünes Licht für ein geologisch-paläontologisches Museum. Am 26. Februar 1976 wurde beschlossen, das besagte Museum im alten reichsstädtischen Rathaus mit dem Spionturm einzurichten und die nötigen Mittel dafür bereitzustellen.
Prof. Alfred Lutz von der Hochschule für Gestaltung Schwäbisch Gmünd erhielt den Auftrag die entsprechenden Regale und Vitrinen für die Räumlichkeiten zu entwerfen. Fritz Sauter bestückte diese mit seinen besten Objekten zunächst an Modellen auf Probe und ließ seine Stücke nochmals von Geologen aus Tübingen und Stuttgart nachbestimmen. Die Texte an Wänden und Tafeln überwachte Rudolf Schlegelmilch. Bei allen Arbeiten halfen Fritz Sauters Schwiegersohn Helmut Hager und weitere Mitglieder der Geologengruppe der Naturfreunde. So vorbereitet konnte das Museum in kürzester Zeit eingerichtet und anlässlich der dritten Reichsstädter Tage am 17. September 1977 eröffnet werden, ein Höhepunkt im Leben Fritz Sauters. Forstdirektor i. R. Wilhelm Koch steuerte einen selbst verfassten kleinen Museumsführer zur Eröffnung bei.

### Das paläontologisch-geologische Museum von 1977
Das Museum war bis auf einige wenige Stücke vollständig mit Funden und Präparaten von Fritz Sauters Sammeleifer ausgestattet und als Dauerleihgabe an die Stadt übergeben worden. Die Ausstellung fand Anklang bei den Besuchern und das Museum wurde zudem Arbeitsplatz für Doktoranden. Fritz Sauter war nahezu jeden Tag vor Ort, um mit seinem großen Erfahrungsschatz die Besucher zu führen.
Der Kern der Ausstellung, der bis heute gezeigt wird, ist ein chronologischer Gang von der Triaszeit mit Fossilien des Muschelkalks und des Keupers über alle Schichten der Jurazeit bis zum Tertiär.
Die besondere Attraktion des Museums sind auch heute noch die über 1000 sehr sorgfältig präparierten Versteinerungen, die vor allem die Fauna des flachen, tropischen Jurameeres lebendig werden lassen, das weite Bereiche Europas überflutete. So beeindrucken besonders die Exponate von Seelilien, Seeigeln, Korallen, Muscheln, Fischsauriern, zahllosen Ammoniten, darunter außergewöhnliche Stücke, wie die pyritverzierten sogenannten Goldammoniten und die mächtigen Gehäuse von Riesenammoniten oder riesige Hartteile von Belemniten. Auch Funde aus benachbarten Gebieten wie die Nattheimer Korallen und Fossilien aus dem Steinheimer Becken und Nördlinger Ries sind vertreten. Begleitend erhält man auf Infotafeln und Schaubildern geologische Grundkenntnisse, erfährt, wie die Ostalb entstanden ist und bekommt einen Einblick in den Aufbau des Südwestdeutschen Schichtstufenlands.

### Letzte Jahre
Fritz Sauter erfuhr nach wie vor viel Unterstützung durch seine Familie und die Geologengruppe. Auch Anerkennungen wissenschaftlicher Institute und Vereinigungen der Stadt und des Landes Baden-Württemberg blieben nicht aus. Doch im Sommer 1984 musste Fritz Sauter immer wieder ins Krankenhaus und am 8. August 1984 verstarb er nach schwerer Krankheit. Unter großer Anteilnahme der Bevölkerung wurde er auf dem Waldfriedhof in Aalen beigesetzt.

### Ehrungen
- 1977: Ehrenplakette in Silber der Stadt Aalen[7]
- 1978: Ehrenmitglied der Gesellschaft für Naturkunde in Württemberg e. V.
- 1981: Verdienstmedaille des Landes Baden-Württemberg[7][8]

### Veröffentlichungen
- Fritz Sauter: Geologischer Pfad bei Aalen. Ein kleiner Führer für alle natur- u. heimatliebenden Menschen. Süddeutscher Zeitungsdienst Heidenheim, erschienen k. A. (nach 1965)
- Fritz Sauter: Der geologische Aufbau der Schwäbischen Alb, in Aalener Jahrbuch 1978. Herausgegeben vom Geschichts- und Altertumsverein Aalen e. V., Konrad Theiss Verlag Stuttgart und Aalen, 1978, ISBN 3-8062-0219-2, S. 11–21
- Fritz Sauter: Kleine Geologie um Aalen, in Aalener Jahrbuch 1978. Herausgegeben vom Geschichts- und Altertumsverein Aalen e.V., Konrad Theiss Verlag Stuttgart und Aalen, 1978, ISBN 3-8062-0219-2, S. 22–26

### Das Urweltmuseum nach 1984
Die von Fritz Sauter unter der Schirmherrschaft der Naturfreunde gegründete Geologengruppe wurde im Dezember 1984 zur eigenständigen Geologengruppe Ostalb e.V. Dieses Team, unter der Leitung von Ulrich Sauerborn und Hans-Dieter Bolter, übernahm ehrenamtlich die Verantwortung für das Museum, das 1985 in Urweltmuseum Aalen umbenannt wurde. 1988 wurde Ulrich Sauerborn in Personalunion als Leiter des Urwelt- und des Limesmuseums von der Stadt angestellt. Bis heute sorgt die Geologengruppe Ostalb e. V., die ihren Sitz im Museum hat, sowohl für die Programmgestaltung als auch für die Betreuung und Ergänzung der Sammlung durch Neufunde. Das Museum entwickelte sich zu einem anerkannten Regionalmuseum mit einer kleinen Eiszeit-Abteilung (1995), miteingerichtet von Dr. Rudolf Schlegelmilch, und erhielt 1998 die August-Wetzler-Medaille. Nachgüsse zweier spektakulärer Saurierschädel, Tierrekonstruktionen, eine Mikrofossilienstation, Videoanlage und zahlreiche Objekte zum Anfassen dienen der Veranschaulichung der urzeitlichen Welt.
Von 2008 bis 2022 war im Museum eine Infostelle des UNESCO Global Geoparks Schwäbische Alb lokalisiert.
Das Urweltmuseum durchlebte weitere Höhepunkte (2002: 25-jähriges Jubiläum) und überstand auch Tiefschläge (2010: drohende Schließung durch die Stadt Aalen aus Kostengründen).